# Нине Хатун (квартал)
„Нине Хатун“ (на турски: Nine Hatun) е квартал на Истанбул, разположен в околия Есенлер. Общата му площ е 0,50 км2. Според данни на Адресната система за регистриране на населението (ABPRS) към 2023 г. населението на „Нине Хатун“ е 40 028 жители.